# منطقة غورداسبور
غورداسبور رمزها «GU» (بالإنجليزية: Gurdaspur)‏ ، هو تقسيم إداري لدولة الهند تتبع ولاية بنجاب (بالإنجليزية: Punjab)‏ ، مركزها هو مدينة غورداسبور (بالإنجليزية: Gurdaspur)‏ عدد سكانها حسب تعداد سنة 2001 هو 2,096,889 ، مساحتها 3,570 كم² وكثافة السكان 587 لكل كم² .